# Chiusi della Verna
Chiusi della Verna – miejscowość i gmina we Włoszech, w regionie Toskania, w prowincji Arezzo.
Jedną z atrakcji miejscowości jest „skała Adama”, miejsce które zostało odwzorowane przez Michała Anioła na fresku w Kaplicy Sykstyńskiej przedstawiającym stworzenie Adama. Kilka kilometrów od centrum Chiusi della Verna znajduje się słynny klasztor franciszkański La Verna.
Według danych na styczeń 2009 gminę zamieszkiwało 2138 osób przy gęstości zaludnienia 20,9 os./1 km².

## Linki zewnętrzne

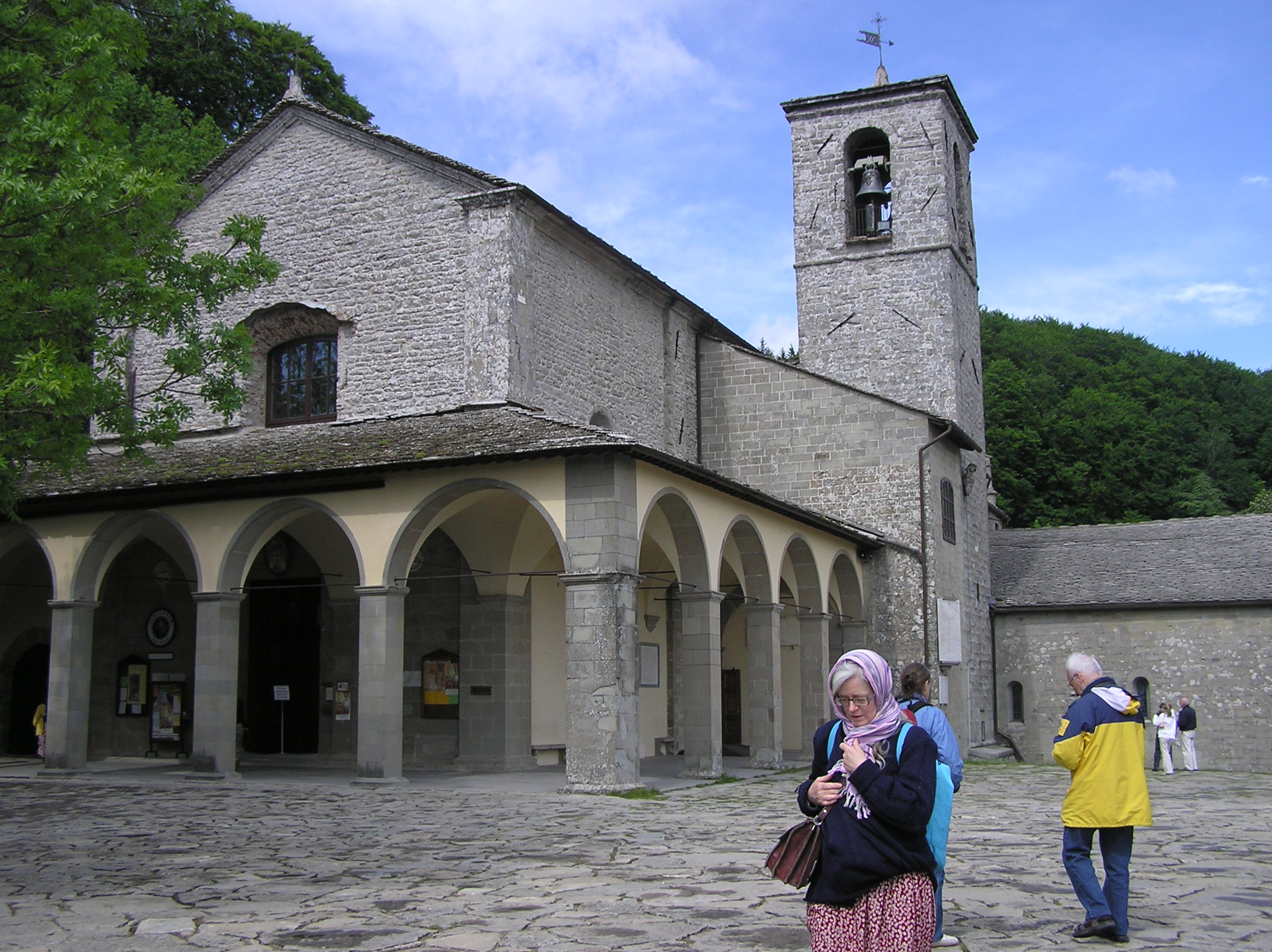
Kościół

## Miasta partnerskie
- Helmstedt, Niemcy
- Serravalle, San Marino